# 도쿄 빌딩 (건축물)

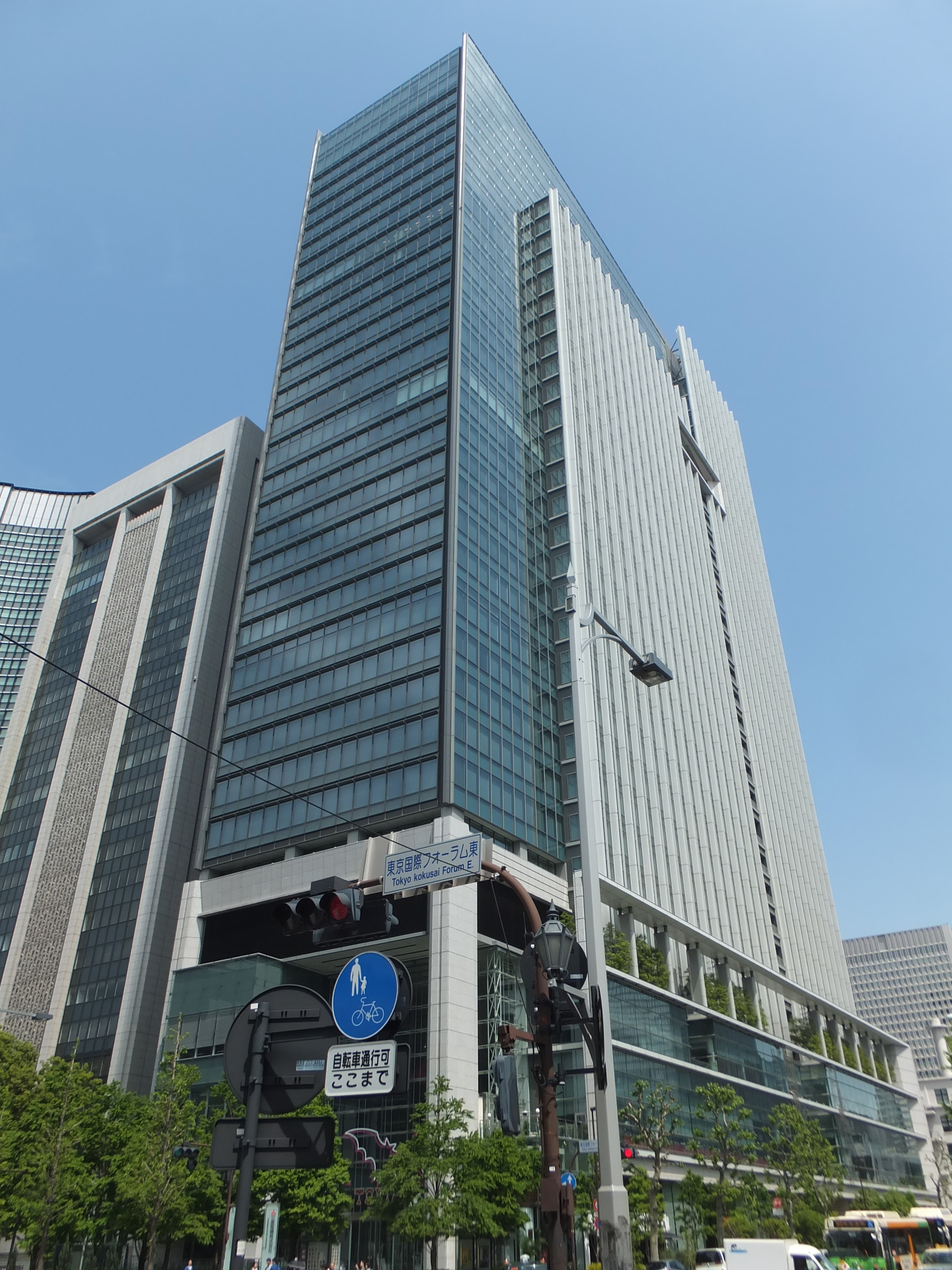

도쿄 빌딩(일본어: 東京ビルディング)은 도쿄도 지요다구 마루노우치에 있는 오피스 건물이다. 지하 1층부터 지하 3층은 상업시설 구역으로, 도쿄 빌딩 TOKIA라고 불린다. 지하도를 따라 JR 도쿄역 마루노우치 지하 개찰구 (게이요 선) 콩코스, 도쿄 국제 포럼, 마루노우치 파크 빌딩에 직결되어 있다.